# 徳島県道161号阿波池田停車場線

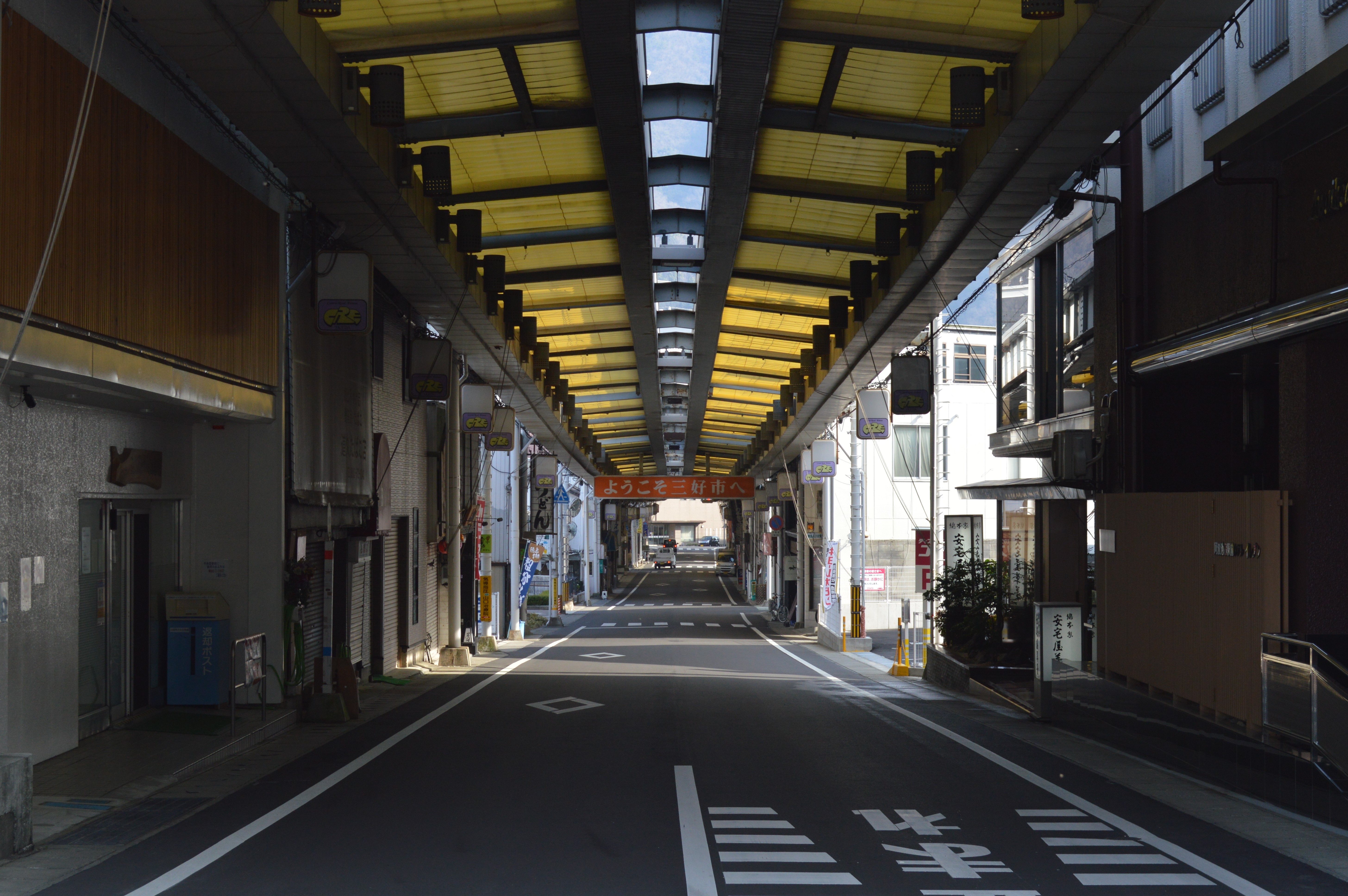
阿波池田駅前通り商店街

徳島県道161号阿波池田停車場線（とくしまけんどう161ごう あわいけだていしゃじょうせん）は、徳島県三好市を通る一般県道である。

## 概要
路線の大部分は全蓋式アーケード商店街である阿波池田駅前通り商店街を通っている。

### 路線データ
- 起点：徳島県三好市池田町サラダ（JR四国土讃線 阿波池田駅）
- 終点：徳島県三好市池田町マチ（池田町マチ交差点、香川県道・徳島県道5号観音寺池田線交点）
- 距離：0.252 km[1]

## 歴史
- 1920年（大正9年）4月16日 - 徳島県道池田停車場線として初認定。
- 1959年（昭和34年）1月31日 - 徳島県道40号阿波池田停車場線に。
- 1972年（昭和47年）3月10日 - 現在の徳島県道161号に。

## 地理

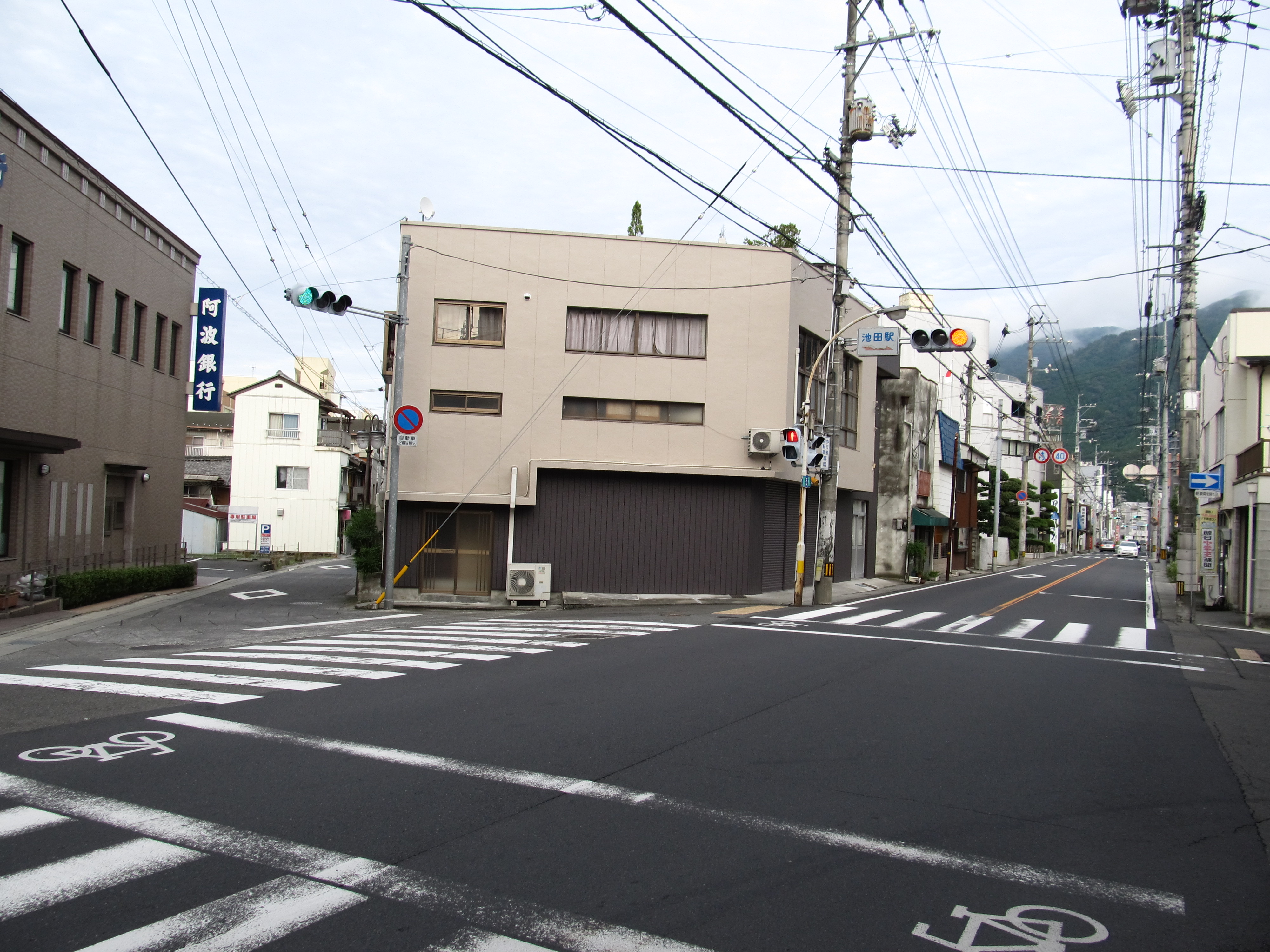
徳島県三好市池田町にある香川県道・徳島県道5号観音寺池田線（画像右奥へ延びる道）と徳島県道161号阿波池田停車場線（右折した先の道）の交点。徳島県道161号はこの地点が終点である。

### 通過する自治体
- 徳島県
  - 三好市

### 交差する道路
| 交差する道路                      | 交差する場所 | 交差する場所            |
| --------------------------------- | ------------ | ----------------------- |
| 香川県道・徳島県道5号観音寺池田線 | 池田町マチ   | 池田町マチ交差点 / 終点 |

### 沿線
- JR四国土讃線 阿波池田駅